# Zjarr e ftohtë
Zjarr e ftohtë è il singolo di debutto del cantante albanese Luiz Ejlli, pubblicato nel 2006 da RTSH.
Il brano ha rappresentato l'Albania all'Eurovision Song Contest 2006, classificandosi al 14º posto nell'unica semifinale dell'evento.

## Pubblicazione e composizione
Il brano è stato scritto da Floran Kondi, noto con lo pseudonimo di Dr. Flori, e composto da Klodian Qafoku. Il brano fu inviato all'emittente albanese RTSH come candidato per la partecipazione al 44° Festivali i Këngës.
In seguito alla vittoria del brano, esso è stato pubblicato in formato CD dall'emittente albanese nel 2006 ed è poi stato incluso nella compilation ufficiale dell'Eurovision Song Contest 2006,

## Partecipazione all'Eurovision Song Contest
Dopo aver vinto il Festivali i Këngës, Luiz Ejlli ha accettato la proposta di rappresentare l'Albania all'Eurovision Song Contest 2006, ospitato dalla capitale greca di Atene, diventando il primo rappresentante della nazione a portare il proprio brano in lingua albanese.
Esibitosi al 6º posto nella semifinale dell'evento, si classificò al 14º posto con 58 punti non qualificandosi per la finale.